# Kabaty metróállomás
A Kabaty egy metróállomás Varsóban a varsói M1-es metró vonalán.

## Szomszédos állomás
A metróállomáshoz az alábbi állomás van a legközelebb:
- Natolin (Młociny, M1-es metróvonal)

## Átszállási kapcsolatok
| M1 (Młociny ↔ Kabaty) |                        |                         |
| Állomás               | Átszállási kapcsolatok | Fontosabb létesítmények |
| Kabaty                | 166, 179, 192, 504     |                         |